# Pereilema beyrichianum
Pereilema beyrichianum är en gräsart som först beskrevs av Carl Sigismund Kunth, och fick sitt nu gällande namn av Albert Spear Hitchcock. Pereilema beyrichianum ingår i släktet Pereilema och familjen gräs. Inga underarter finns listade i Catalogue of Life.